# Bowdun Head
Bowdun Head är en udde i Storbritannien.   Den ligger i kommunen Aberdeenshire och riksdelen Skottland, i den norra delen av landet, 600 km norr om huvudstaden London.
Terrängen inåt land är huvudsakligen platt, men åt nordväst är den kuperad. Havet är nära Bowdun Head åt sydost.  Närmaste större samhälle är Stonehaven, 2,3 km nordväst om Bowdun Head. 